# Déryné hol van?
Déryné hol van? è un film del 1975 diretto da Gyula Maár.
Fu presentato in concorso al 29º Festival di Cannes, dove Mari Törőcsik vinse il premio per la miglior interpretazione femminile.